# 聖安德肋聖殿 (韋爾切利)

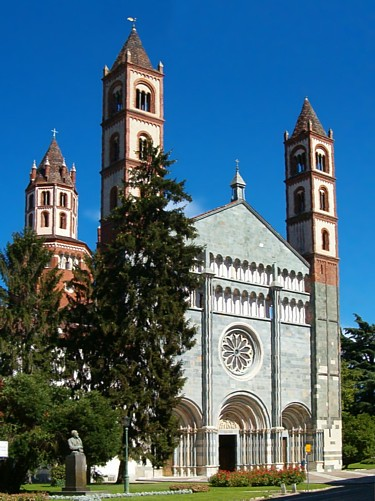

聖安德烈教堂（義大利語：Basilica di Sant'Andrea）是位於義大利北部皮埃蒙特大區韋爾切利的一座教堂，始建於1219年，完成於1227年。這座教堂是義大利早期哥特式建築的代表作之一，但也融合了一些羅馬式建築的風格。